# 電撃ゲームス
『電撃ゲームス』（でんげきゲームス）は、かつてアスキー・メディアワークスが刊行していた月刊総合ゲーム雑誌。『デンゲキニンテンドーDS』の増刊として刊行。

## 概略
『デンゲキニンテンドーDS』が低年齢層向けとなったことから、中高生以上を意識した任天堂系ゲーム機雑誌として2006年10月13日に『DENGEKI DS Style』の名称で発刊し、Vol.2まで刊行。2007年4月13日発売の号から『電撃DS&Wii Style』に誌名を変更し、Vol.3までは季刊ペース、Vol.4からVol.6は隔月刊ペースであった。2008年7月4日発売の号からは『電撃DS&Wii』に変更し月刊ペースとなった。それぞれ、誌名変更の際に号数をリセットしている。
2009年3月1日に倉西誠一が『電撃PlayStation』編集長から電撃ゲームメディア主筆になると、同月発売の『DS&Wii』Vol.9よりモンスターハンターシリーズのページ数が増大（倉西もコラムページを開始）、一方で任天堂のゲームソフトのページが大幅に縮小された。Vol.12からは『電撃PlayStation』副編集長だった千木良章が副編集長（『電撃ゲームス』では編集長）、大半の編集スタッフもDSまたはWiiを持っていない（『DS&Wii』Vol.13より）体制となり、7月21日発売（『モンスターハンター3』発売の10日前）のVol.13をもって休刊。9月25日発売の号よりゲーム総合誌『電撃ゲームス』としてリニューアルした。その後、2010年11月26日発売のVol.15よりA4判変型右綴じとなり、誌面もリニューアルされたが、2011年5月26日発売のVol.21をもって突然休刊となった。

## ゲーム紹介以外の記事
読者コーナー「例のあれ」
『DS& Wii Style』のVol.3から始まり、月刊『電撃DS&Wii』の休刊とともに終了した読者投稿ページ。
ゲームの素熟成（コラム）
ライター（中川大明）が語るコラム。
読者コーナー「初台ゲームほうる」
『電撃ゲームス』のVol.1から始まり、Vol.14で終了した読者投稿ページ。
これらは『電撃NINTENDO64』創刊号から『デンゲキゲームキューブ』2005年10月号まで続いていた読者投稿ページの流れを汲んでいた。
読者コーナー「東京マニアックメゾン」
『電撃ゲームス』のVol.15から始まった読者投稿ページ。公式略称は「マメゾー」である。